# Bjära naturreservat
Bjära är ett naturreservat i Kristianstads kommun.
Reservatet består till största delen av ängslövskog. Floran är mycket rik, speciellt i de västra delarna, eftersom kalkrik diabas har trängt upp genom sprickor i graniten. I mitten av reservatet finns resterna av två diabasbrott som var verksamma under 1930- och 1940-talet. I sydöst finns magrare numera igenväxta betesmarker. I norr finns en mindre betesmark och lämningar av äldre åkerbruk med odlingsrösen.

## Flora och fauna
Ängslövskogen domineras av bok och ek men det växer även ask, lind och lönn, i de fuktigare delarna växer al och björk. Markfloran består bland annat av aklejruta, getrams, gulplister, gulsippa, hålnunneört, kransrams, myskmadra, skogsbingel, stinksyska och storrams. I sydöst dominerar björk med örter som gökärt, jungfrulin och smörbollar. I norr växer asp, bok, hassel, lind och lönn. I reservatet trivs både rådjur och älg.

## Vägbeskrivning
Från E22 svänger man av i Linderöd söderut mot Killhult/Svensköp. Efter cirka 2 km svänger man vänster på grusvägen till Bjära.